# دژیدژیخابل
دژیدژیخابل (به لاتین: Dzhidzhikhabl) یک منطقهٔ مسکونی در روسیه است که در آدیغیه واقع شده‌است.